# Tânagra (ninfa)

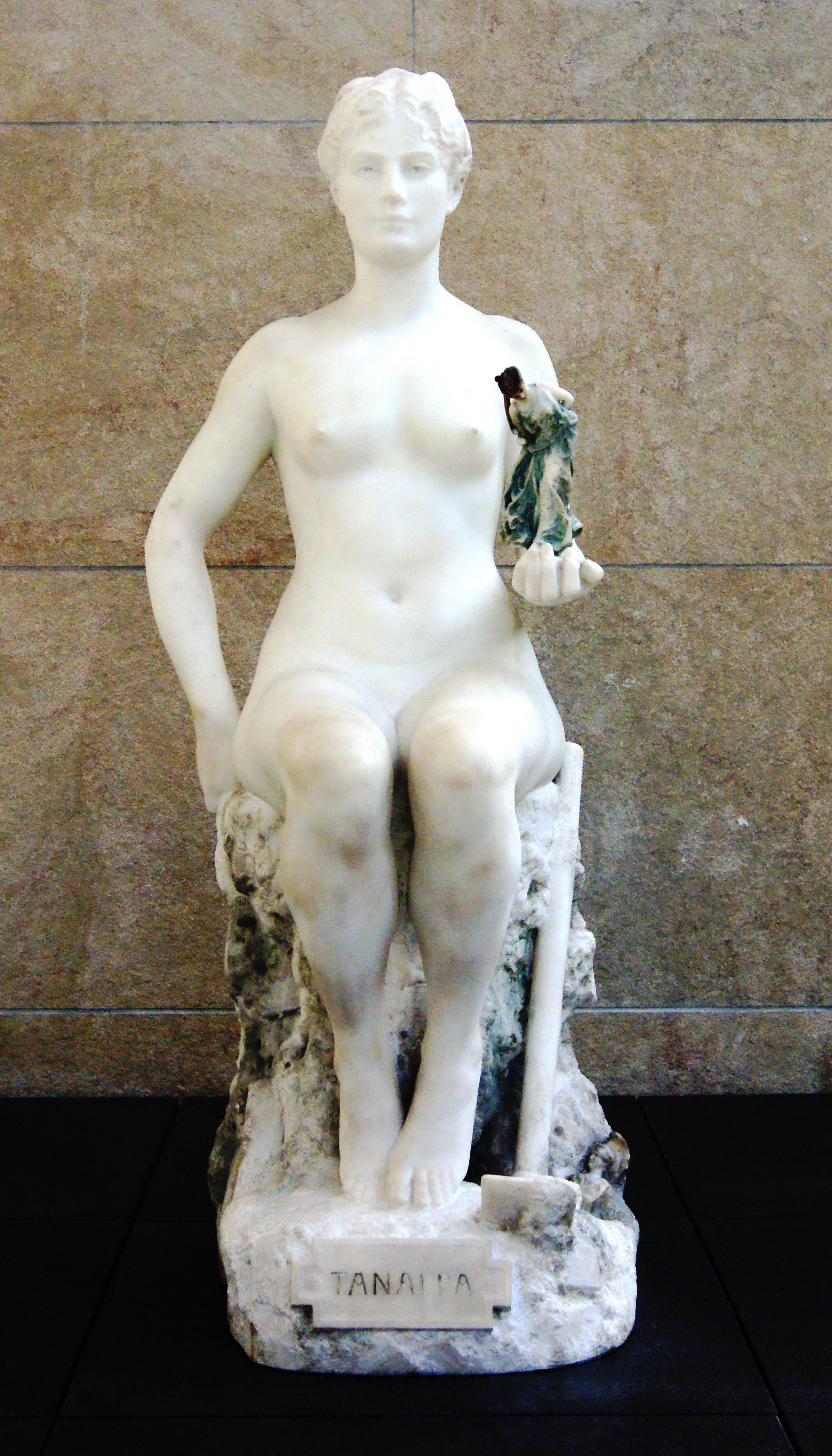
Escultura em mármore da Tânagra

Tânagra, na mitologia grega, é uma ninfa, filha de Asopo e Metope.
Metope era filha do deus-rio Ladão e esposa do deus-rio Asopo, com quem teve dois filhos (Pelasgo e Ismeno) e várias filhas. Pseudo-Apolodoro diz que Metope e Asopo tiveram vinte filhas, e menciona Egina e Salamina. Diodoro Sículo diz que eles tiveram doze filhas, e as lista como Córcira, Salamina, Egina, Peirene, Cleone, Tebas, Tânagra, Tespeia, Asopis, Sinope, Ornia e Cálcis.
Segundo as lendas de Tânagra relatadas por Pausânias, a cidade foi fundada por Pemandro, que se casou com Tânagra, filho de Éolo; segundo este autor, isto contradiz um poema de Corina, em que Tânagra é filha de Asopo. Este poema, que sobrevive em fragmentos, conta que Ares e Hermes disputaram o amor de Tânagra em uma luta de boxe. Quando Tânagra ficou velha, os vizinhos passaram a chamar a cidade de Greia (mulher velha), porém depois a cidade voltou a se chamar Tânagra.